# Giardini del Trocadéro
I giardini del Trocadéro sono giardini pubblici di Parigi siti nel XVI arrondissement con un lato che si affaccia sulla Senna. 

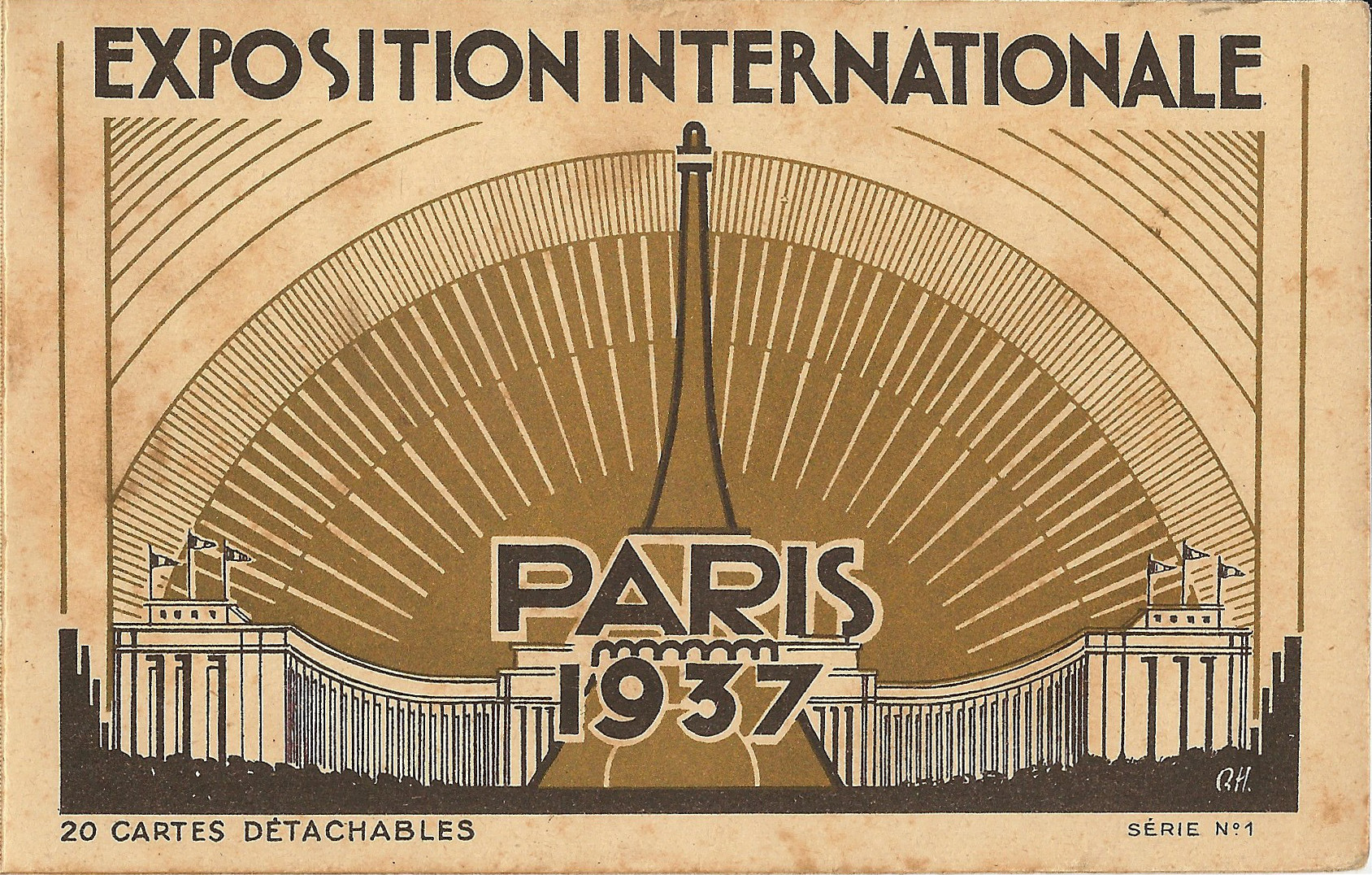
Logo dell'Esposizione internazionale «Arts et Techniques dans la Vie moderne»

Essi furono creati in occasione dell'Esposizione internazionale «Arts et Techniques dans la Vie moderne» che si tenne a Parigi dal 25 maggio al 25 novembre del 1937, sullo spazio del precedente giardino del Palazzo del Trocadéro realizzato da Jean-Charles Alphand per l'Esposizione universale del 1878. Alla sua estremità di nordovest sono delimitati dal palazzo Chaillot.

## Storia

### Prima del 1878
I giardini si trovano sul terreno dov'era il Convento delle Visitandine di Chaillot, prima parco e castello di Chaillot, e, a sudovest, su una piccola parte di quello del convento dei Minimi di Chaillot.
Nel 1787, la Cinta daziaria di Parigi fiancheggiava il muro di separazione tra il convento delle Visitandine e quello dei Minimi, ponendo questo all'esterno della città di Parigi sul territorio dell'antico villaggio, poi a partire dal 1790 comune di Passy. Questi conventi furono chiusi nel 1790, gli edifici delle Visitandine andarono distrutti nel 1794 dall'esplosione della polveriera di Grenelle e i relativi terreni venduti come Beni nazionali a diversi acquirenti privati. I terreni di proprietà del vecchio convento delle Visitandine furono acquisiti dallo Stato negli anni 1811-1813 per il progetto, poi abbandonato del palazzo del Re di Roma. Questo progetto e il pont d'Iéna, costruito tra il 1804 e il 1813 fissarono il sito come luogo solenne su un asse portante della Scuola militare sulla riva sinistra. Il luogo fu ancora oggetto di numerosi progetti nel corso del XIX secolo.
Nel 1824, la monarchia della Restaurazione ordinò all'architetto Antoine-Marie Peyre un gruppo di abitazioni d'influenza romanica a semicerchio attorno a una grande fontana sormontata da un obelisco commemorante la battaglia del Trocadéro del 31 agosto 1823. Questo gruppo non fu mai realizzato.
Par metonimia, il sito di Chaillot con al culmine la piazza ristrutturata nel 1869 e i giardini di fronte fanno riferimento alla battaglia del Trocadéro.
Numerosi progetti irrealizzati furono ancora proposti per "coronare" la collina: un mausoleo sulla tomba di Napoleone, da parte di Antoine Étex nel 1841, una statua monumentale di Napoleone da parte di Hector Moreau nel 1841, un palazzo del popolo nel 1848, un arco di trionfo disegnato da Gabriel Davioud nel 1856.

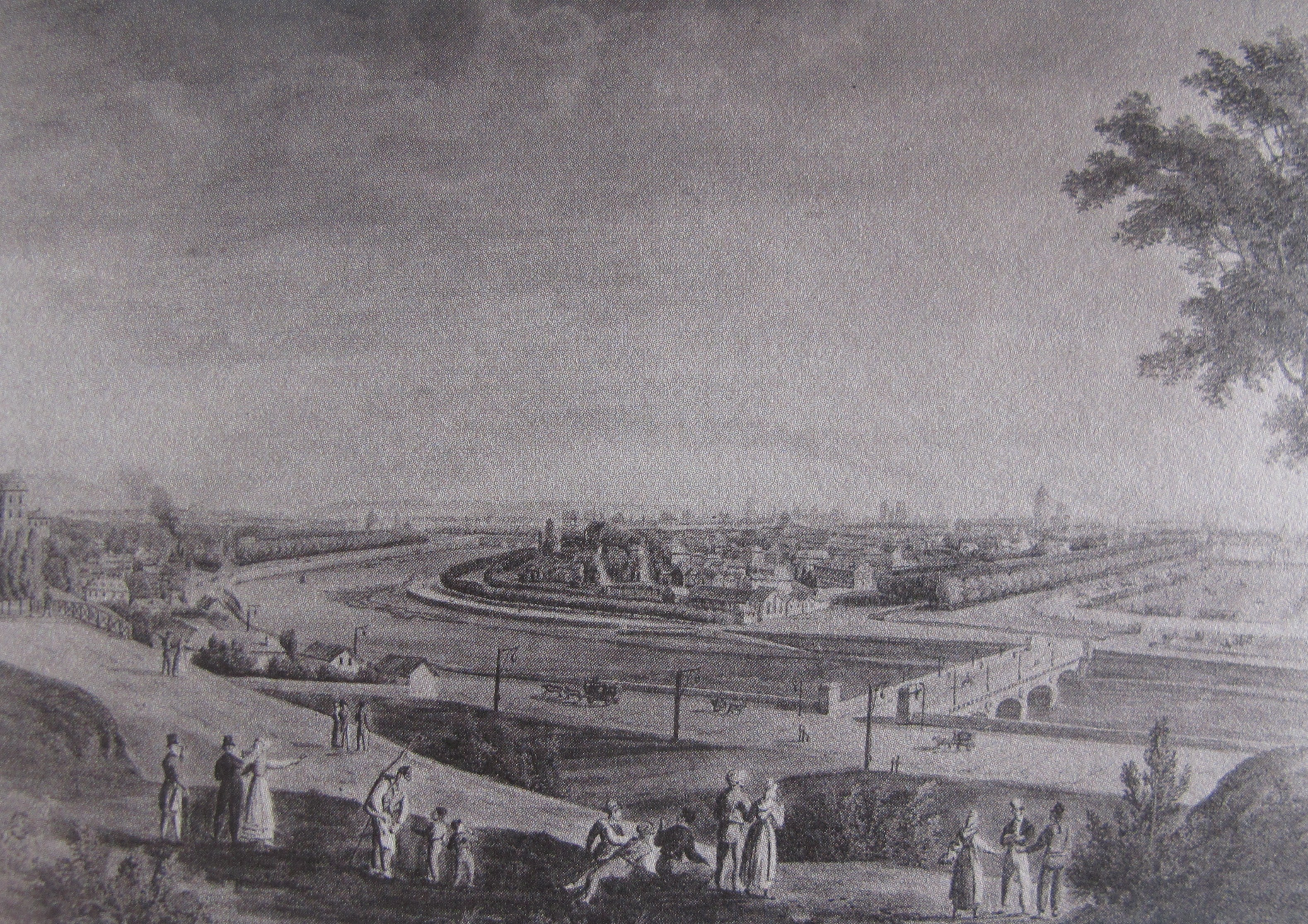
Veduta dalla collina di Chaillot (verso il 1830)

Il luogo rimane un terreno incolto percorso da più vie: la rue des Batailles, parallela alla Senna, che collega la barriera Franklin (approssimativamente in asse all'attuale boulevard Delessert) alla parte di questa via nel quartiere di Chaillot (sul luogo dell'avenue d'Iéna), il viale della rampa che comporta due vie simmetriche che si arrampicano sulla collina raggiungendo un viale a metà della posizione dell'attuale place du Trocadéro e un viale nel prolungamento del Pont d'Iéna formante una T con la rue des Batailles.
Nel 1860, il muro doganale viene spostato a alla cinta di Thiers. Il muro dei fermiers généraux e le antiche barriere doganali, barriera Franklin, barriera dei Batailles (all'angolo del boulevard Delessert e dell'attuale rue Le Nôtre, antica barriera Sainte-Marie, chiusa nel 1845 (al posto della square de Yorktown, nuova barriera di Sainte-Marie (allo sbocco dell'avenue d'Eylau sulla place du Trocadéro) divenute inutili, vengono distrutte.
Nel 1867, la sommità della collina viene abbassata di 3 metri per sistemare la piazza circolare del Re di Roma, piazza del Trocadéro dal 1877, e una scala viene creata a sud-est di questa piazza in asse al pont d'Iéna.
Un largo viale collegante la rue Delessert (via che ha preceduto l'attuale boulevard Delessert) all'avenue d'Iéna, sistemata all'inizio degli anni 1860. Questo viale è più vicino alla Senna che la rue des Batailles che esso rimpiazza,  ed è circondato da prato.
Sono le acquisizioni dei terreni da parte dello Stato negli anni 1811-1813 più i terrazzamenti effettuati negli anni 1860 che hanno consentito la costruzione del palazzo del Trocadéro sulla collina di Chaillot e la sistemazione dei giardini in basso nel 1878.

Evoluzione del luogo dei giardini del Trocadéro
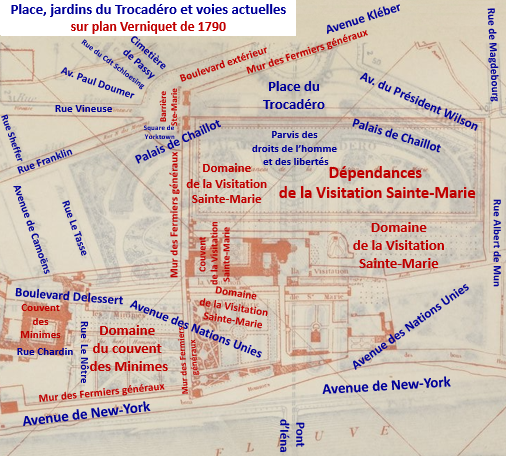
Sito dei futuri giardini del Trocadéro sulla pianta di Verniquet (1790).
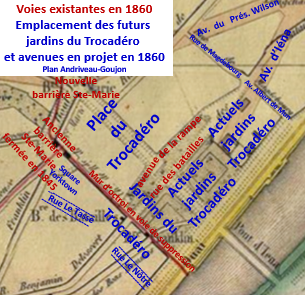
Sistemazione dei futuri giardini del Trocadéro sulla pianta del 1860.
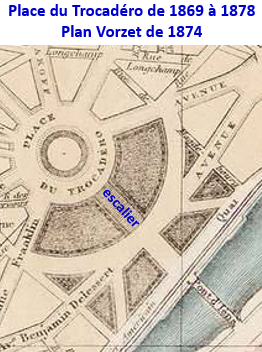
La piazza e i giardini del Trocadéro dal 1869 al 1878.
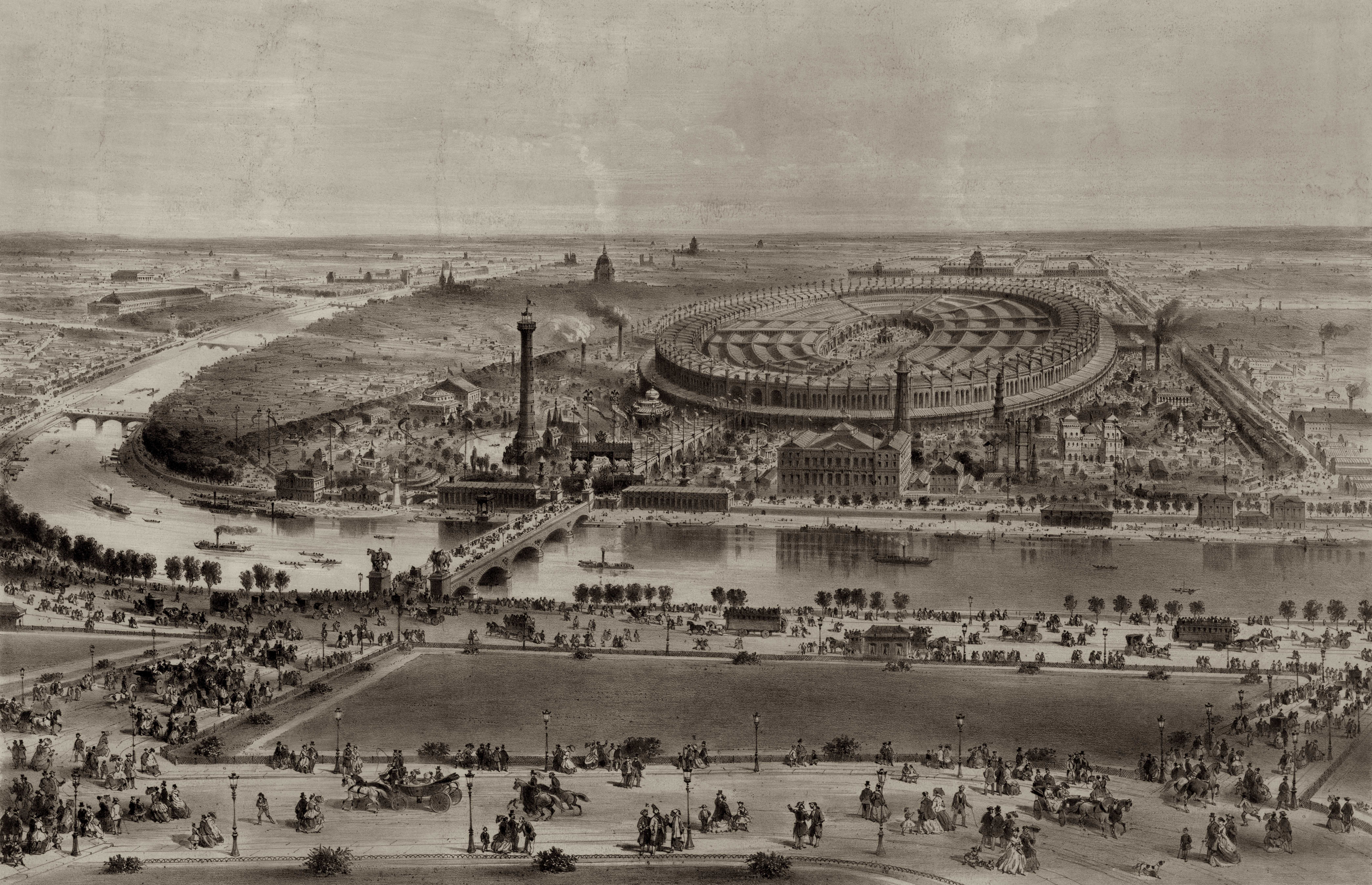
Posizione dei futuri giardini vista durante l'esposizione del 1867.
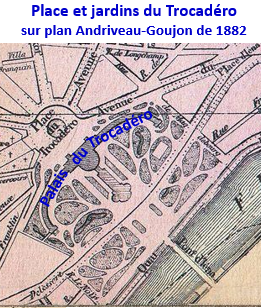
La piazza e i giardini del Trocadéro sulla pianta del 1882.

### Giardini del 1878
L'ingegnere Jean-Charles Alphand, specialista dei giardini parigini e della scenografia delle cascate, è responsabile di questi spazi esterni. I giardini sono organizzati intorno a una cascata. In essi si contano numerose statue, fra le quali il Bœuf (Il bue) di Auguste Cain e il Cheval à la herse (Il cavallo all'erpice) di Pierre Louis Rouillard che si trovano di fronte alla Senna e al palais du Champ-de-Mars costruito di fronte da Léopold Hardy per l'esposizione del 1878. Durante l'esposizione, fu creato un immenso acquario di acqua dolce sotto i giardini, in parte nella via dell'antica cava di pietre.
Attorno alla fontana si trovano quattro sculture in bronzo, la già citata Le Cheval à la herse, Le Jeune éléphant pris au piège (Il giovane elefante preso in trappola) di Emmanuel Frémiet, Le Rhinocéros (Il rinoceronte) di Henri Alfred Jacquemart e il già citato Le Bœuf, si troveranno poi come i tre primi a Parigi davanti al museo d'Orsay, e a Nîmes per l'ultima.

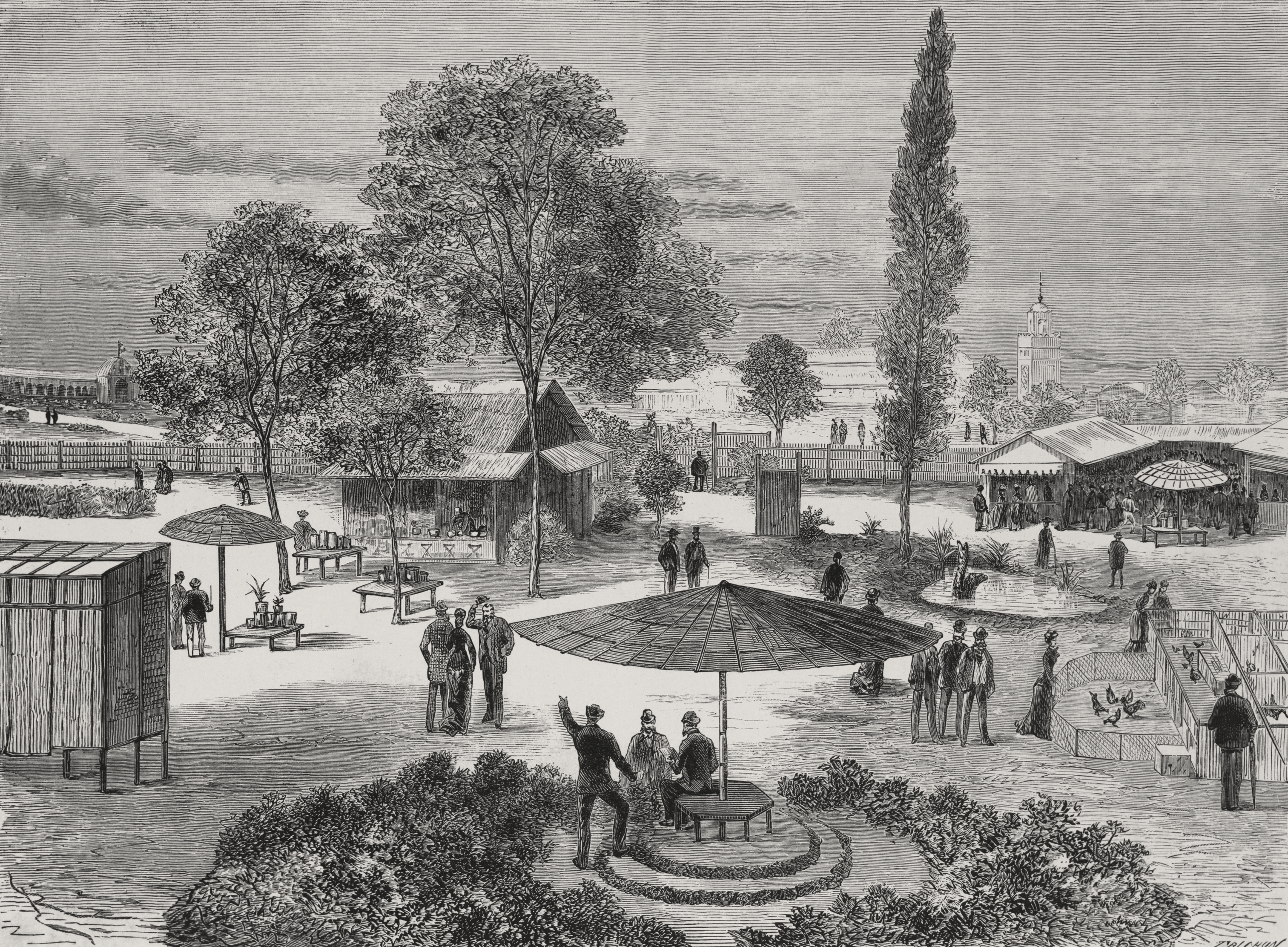
La fattoria giapponese nei giardini durante l'Esposizione universale del 1878.
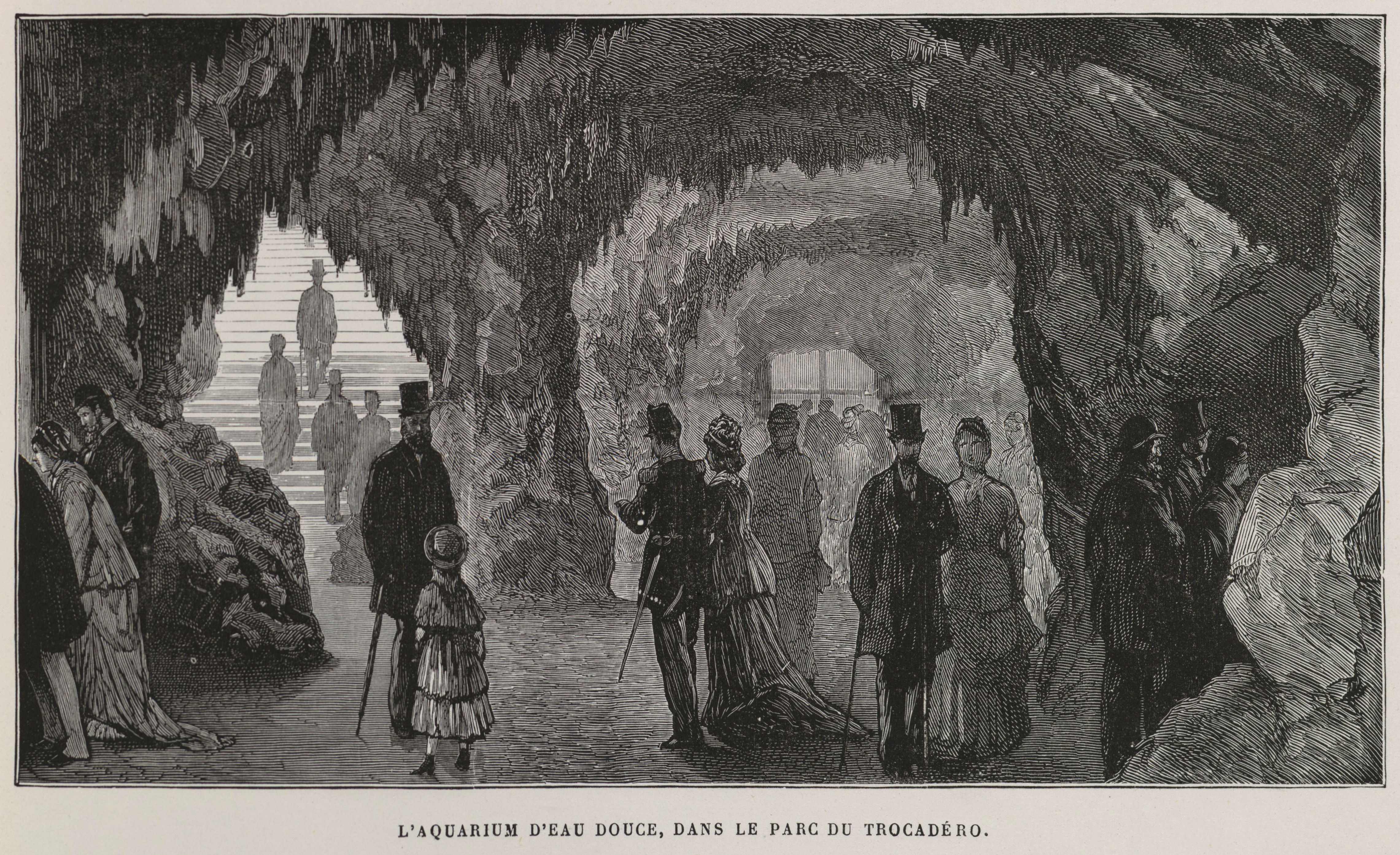
L'acquario d'acqua dolce, sotto i giardini, nello stesso periodo.
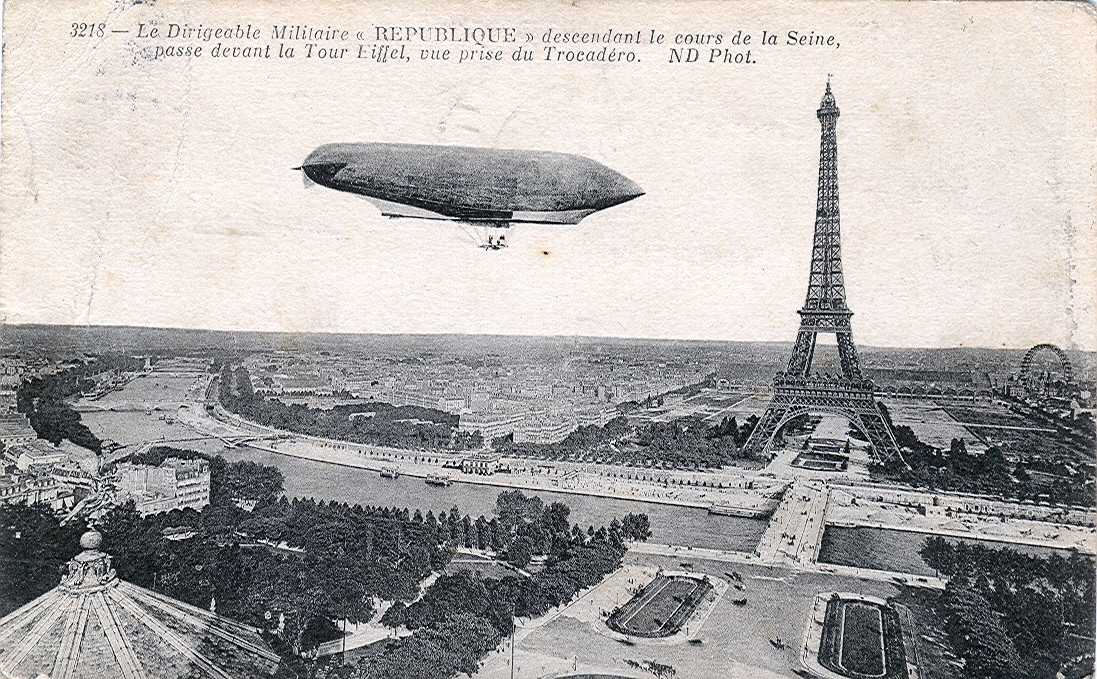
Un dirigibile che sorvola i giardini del Trocadéro negli anni 1908-1909.
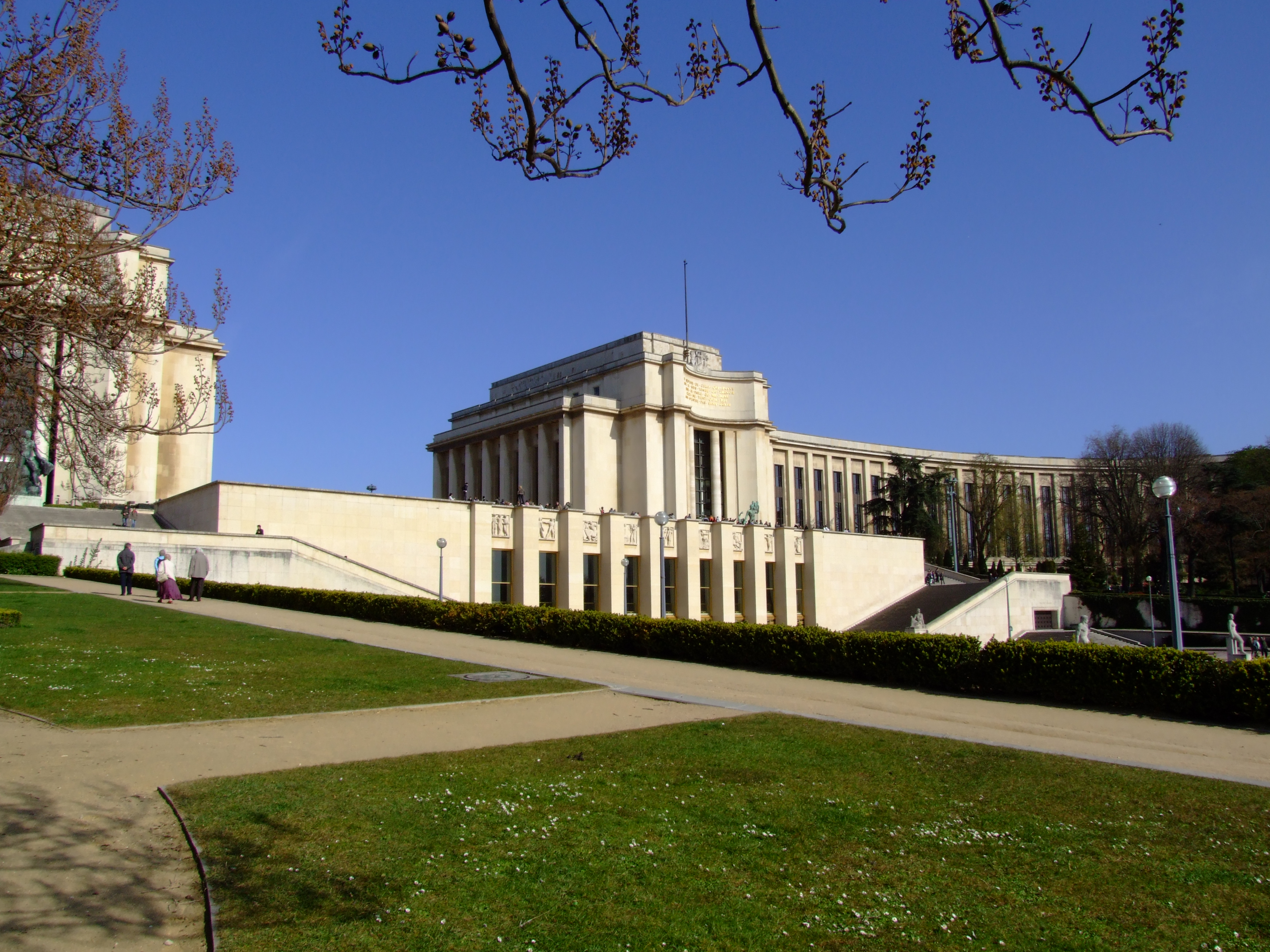
Parte del Palais du Trocadéro (sinistra) visto dai giardini.

Nella parte ovest dei giardini si trovano due elementi architettonici (una porta e una finestra), vestigia del Palazzo delle Tuileries e Hôtel de Ville.

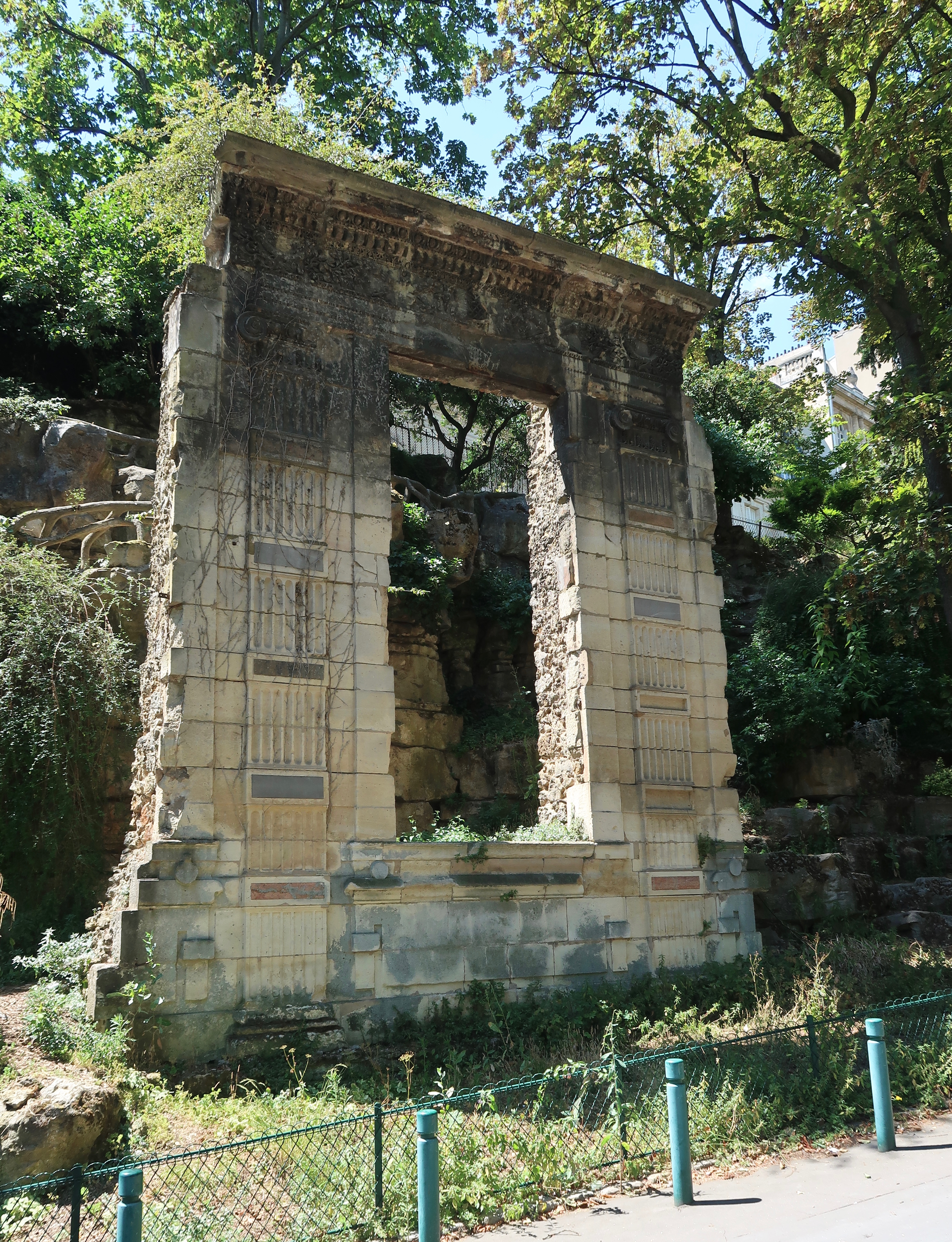
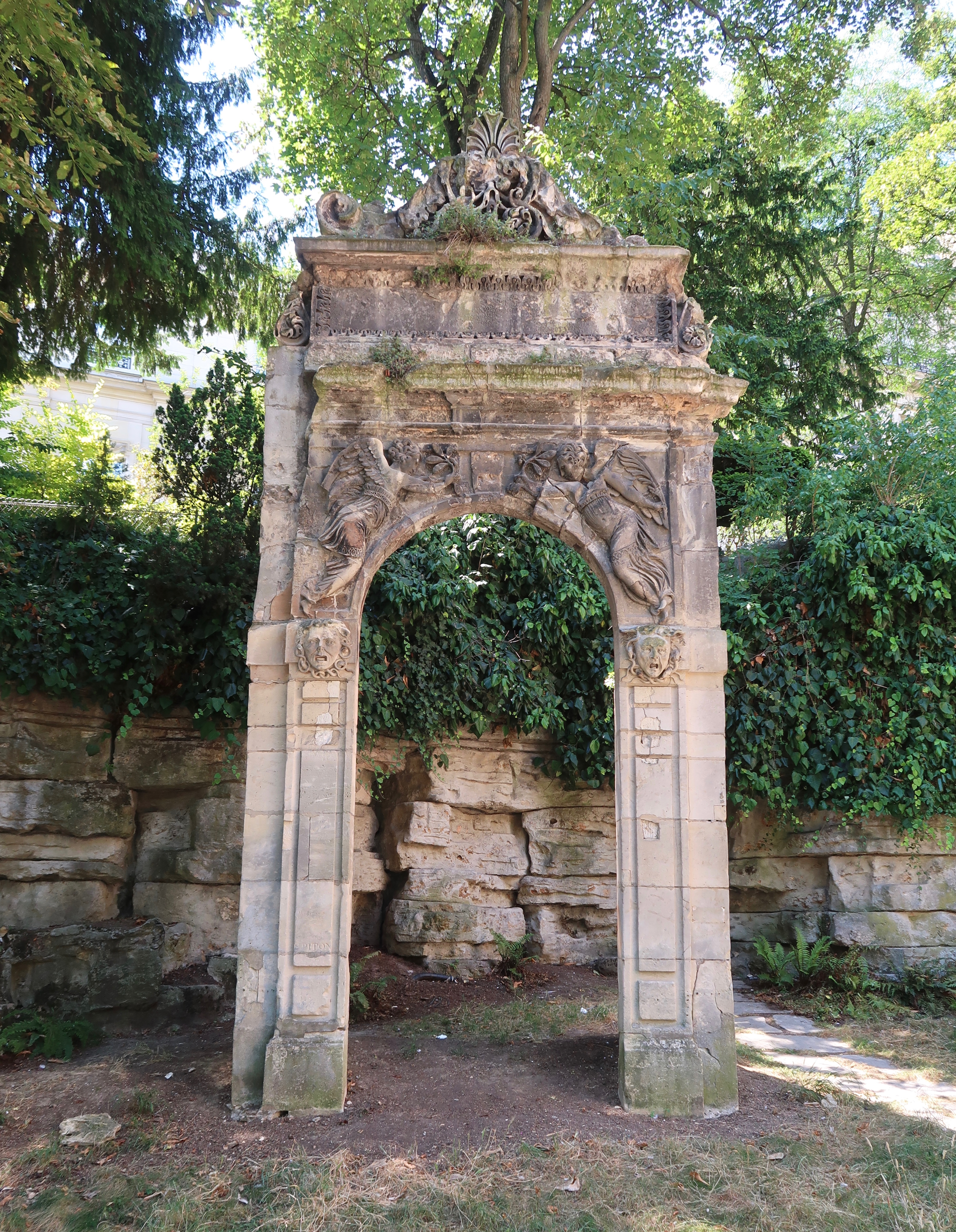

Durante l'esposizione universale del 1900, il padiglione russo fu installato nel lato destro dei giardini poiché era troppo grande per stare con gli altri, piazzato tra rue des Nations e il quai d'Orsay. Soprannominato il « Cremlino del Trocadero », esso ospitava in particolare lo schizzo della tavola di Henri Gervex Le couronnement de Nicolas II (L'incoronazione di Nicola II), poi al Museo d'Orsay.

### Giardini del 1937
Ristrutturati nella metà degli anni 1930, nello stesso periodo in cui fu costruito il palazzo di Chaillot, i giardini del Trocadéro conservano il trittico « fontane/piantagioni/acquario », guardando nella distribuzione delle zone vegetali uno stile Secondo Impero (viottoli sinuosi, piccole cascate, rocce, ponti, ecc.). Per contro, les zone "pietrose" dei giardini devono molto all'architettura monumentale del periodo interbellico, ad esempio la fontana del Trocadéro (o « fontana di Varsavia »): une serie di bacini in cascata domina un grande bacino i cui cannoni ad acqua formano cinquantasei fasci che terminano il loro corso in otto scale acquatiche. Il tutto fu gestito dall'architetto Roger-Henri Expert, assistito da Adolphe Tiers e Paul Maître. Dai tempi dell'esposizione del 1867, una cascata si trovava al posto della fontana. Durante l'Esposizione universale del 1900, i padiglioni delle colonie e dei protettorati francesi furono installati nei giardini del palazzo.
I giardini sono "punteggiati" da una multitudine di sculture (da mettere in prospettiva con quelle, della stessa epoca, del palazzi dei musei di Arte moderna), dei quali la maggior parte datano dagli anni 1930 e sono stati ordinati a numerosi artisti scultori per la crisi del 1929;
(Pascal Ory, Le Palais de Chaillot, op. cit., p. 85.)
scrisse Pascal Ory. Si contano un cane e delle teste di cavallo (di Pierre Guyot) e un daino e una testa di toro in bronzo dorato (opere di Paul Jouve) sulla sommità delle fontane quando furono installate quattro allegorie in pietra (Flora e Pomona di Louis-Aimé Lejeune e Robert Wlérick, coricate, e L'Homme e La Femme di Pierre Traverse e Daniel Bacqué, inizio).
Presso la Senna si trovano La Joie de vivre (La Gioia di vivere) di Léon Drivier e La Jeunesse (La Gioventù) di Pierre-Marie Poisson. Venendo verso il palazzo, sulla terrazza superiore, si trovano due statue colossali in bronzo, più altere che virili: Hercule domptant le taureau de Crète (Ercole che doma il toro di Creta), di Albert Pommier sulla corsia Passy e Apollon musagète (Apollo musageta) di Henri Bouchard sulla corsia Paris. Meno visibili, due trilogie allegoriche sovrastano i padiglioni di testa del lato della piazza: La Pensée (La viola del pensiero) di Raymond Delamarre e Les Éléments di Carlo Sarrabezolles ; Pascal Ory sostiene, per queste due ultime opere, che si tratta di:
(Pascal Ory, Le Palais de Chaillot, op. cit., p. 83.)
. 
Vi si trovano anche i monumenti Aux combattants polonais (Ai combattenti polacchi), di André Greck (1977) e All'ammiraglio de Grasse di Paul Landowski (1931).
I viali in pendenza che costeggiano i bacini servono spesso per gli sport di rotelle come i longboard o le rotelle; i riders discendono la pendenza derapando e componendo delle figure più o meno acrobatiche. I turisti e i parigini si rinfrescano spesso nei bacini quando fa molto caldo.
L'avenue des Nations-Unies taglia due volte il parco. Vestigia dell'esposizione del 1937, due passaggi sotterranei permettono di attraversare questo viale. Vi si trova anche l'acquario di Parigi, Cinéaqua.

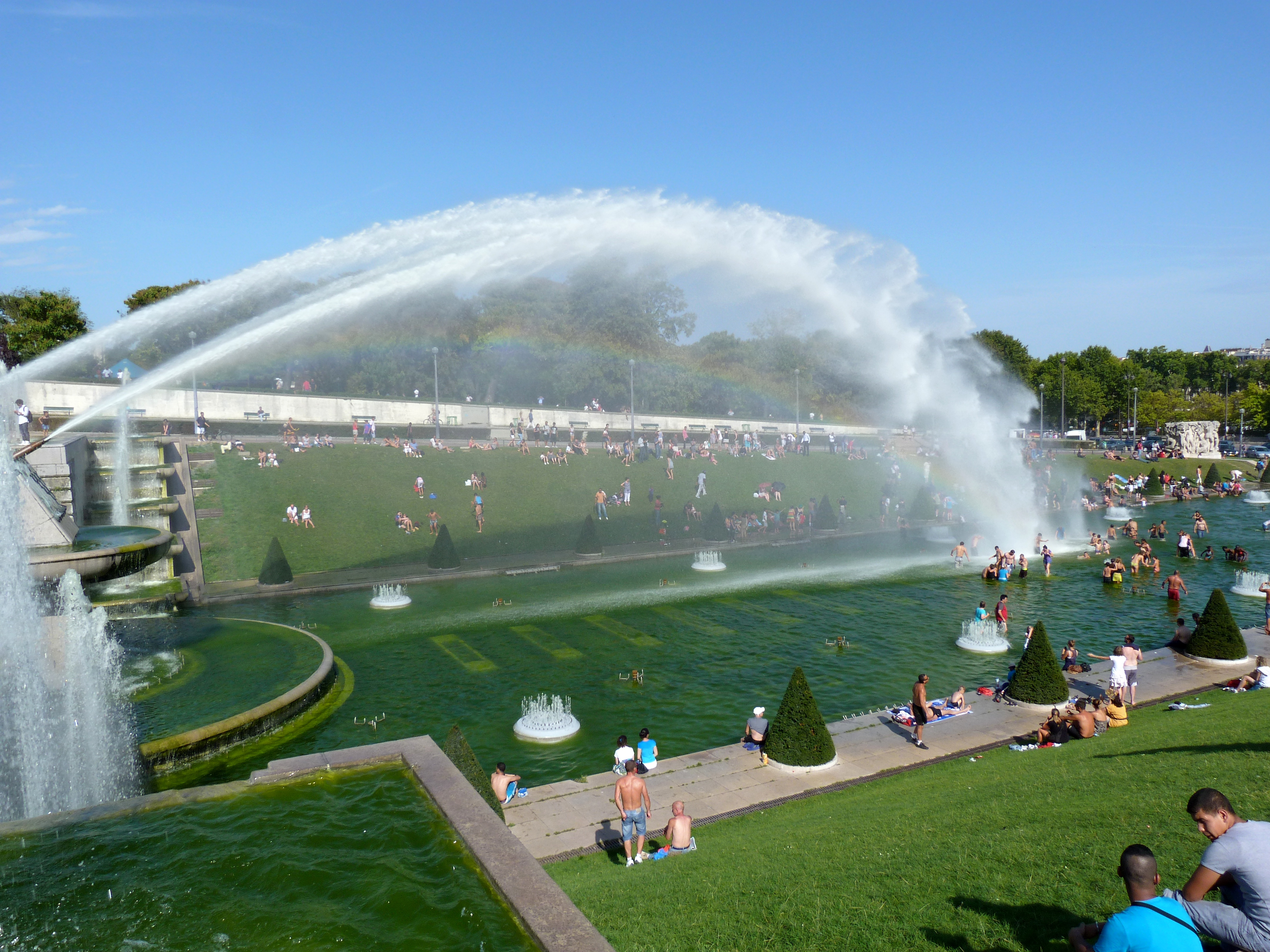
La fontana, al centro dei giardini.
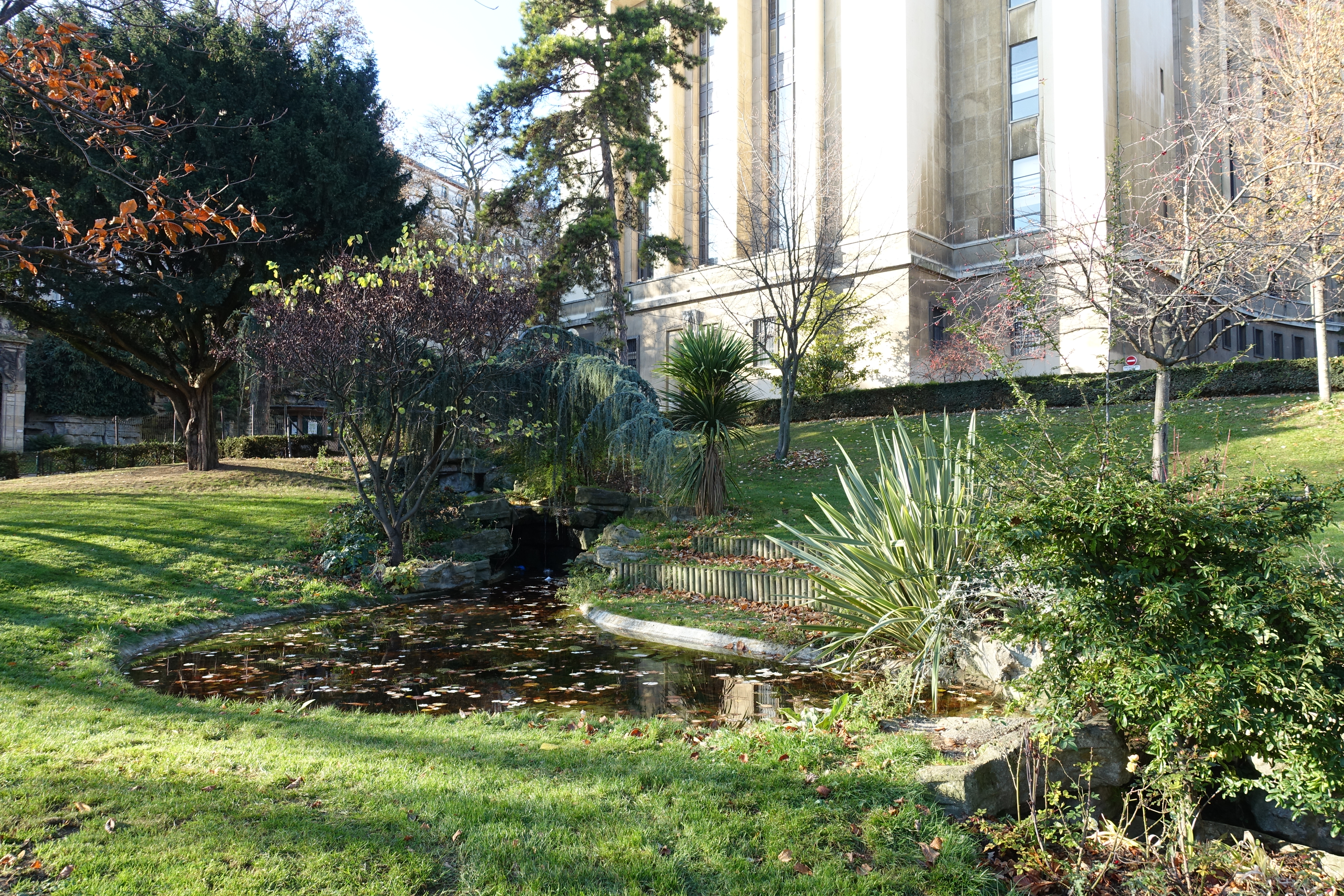
I giardini, lato ovest.
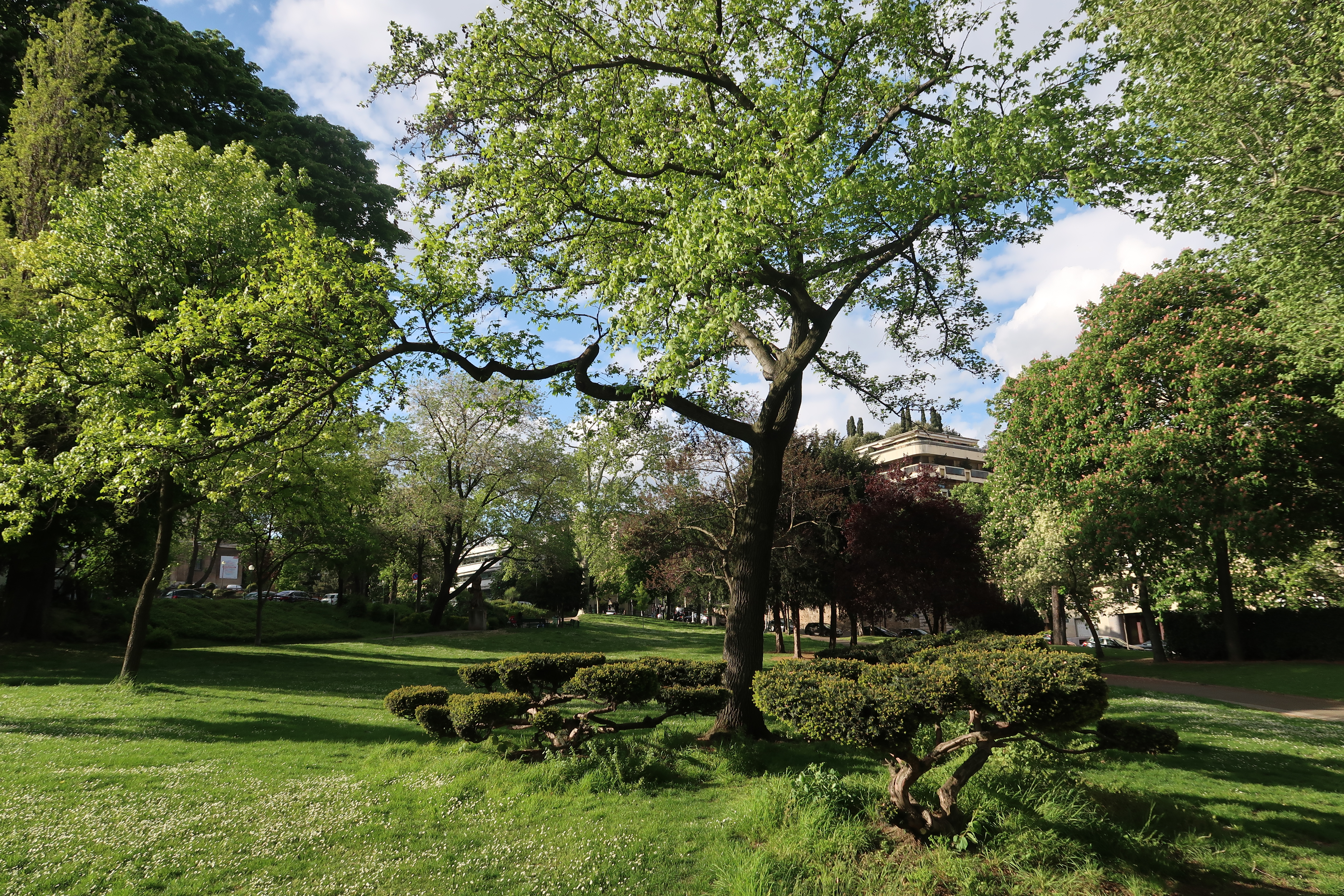
I giardini in estate, lato est.
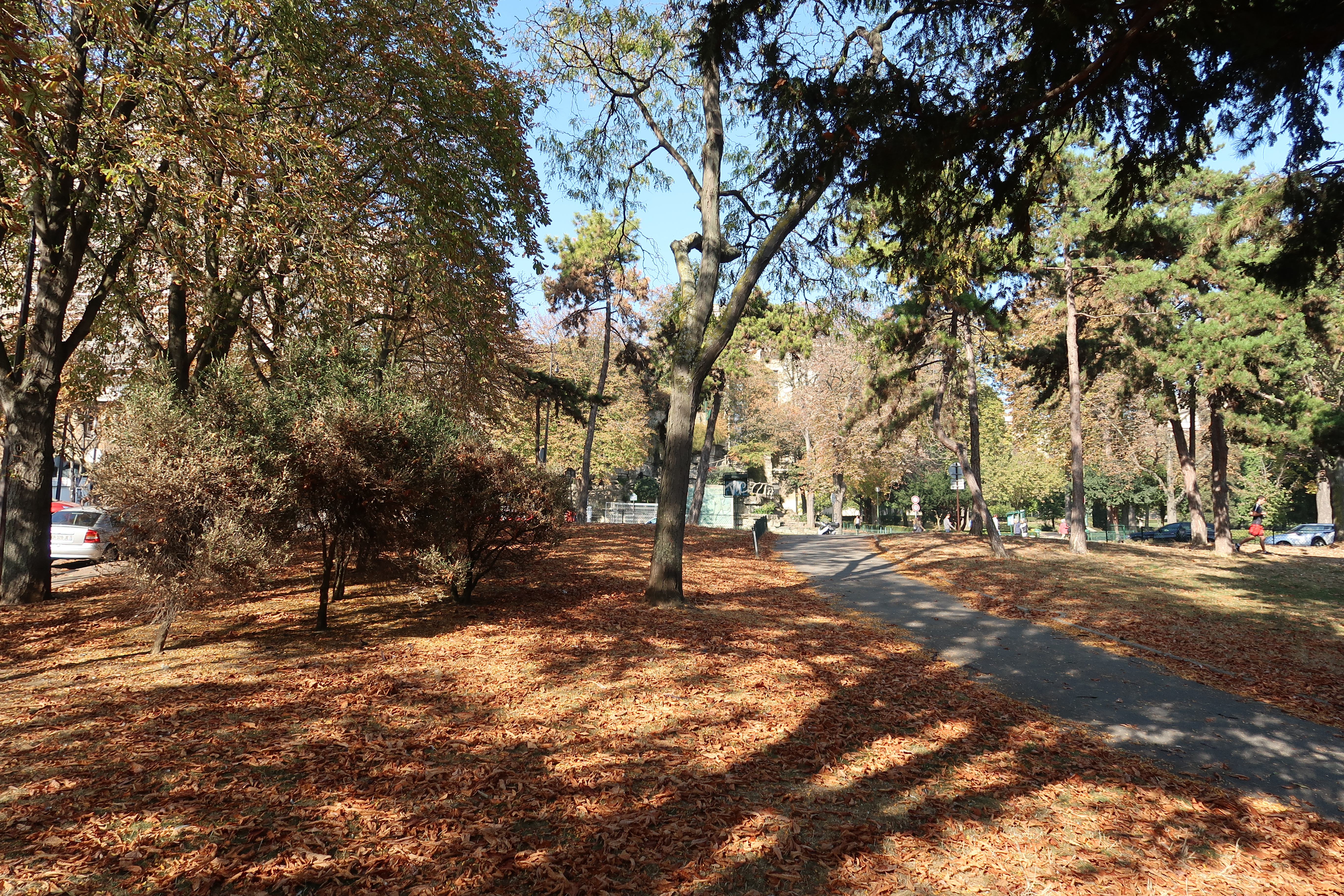
I giardini in autunno.
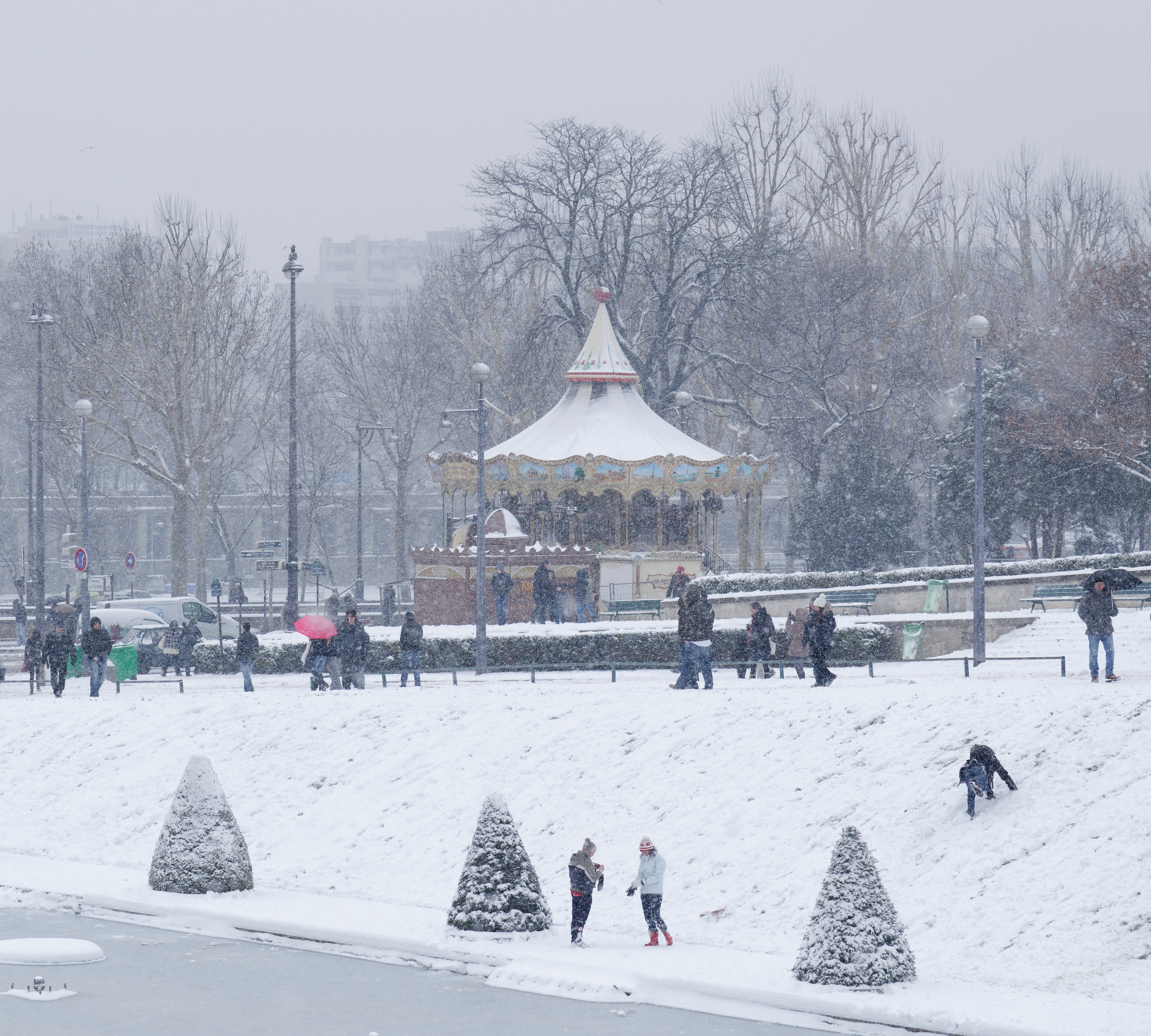
I giardini in inverno.
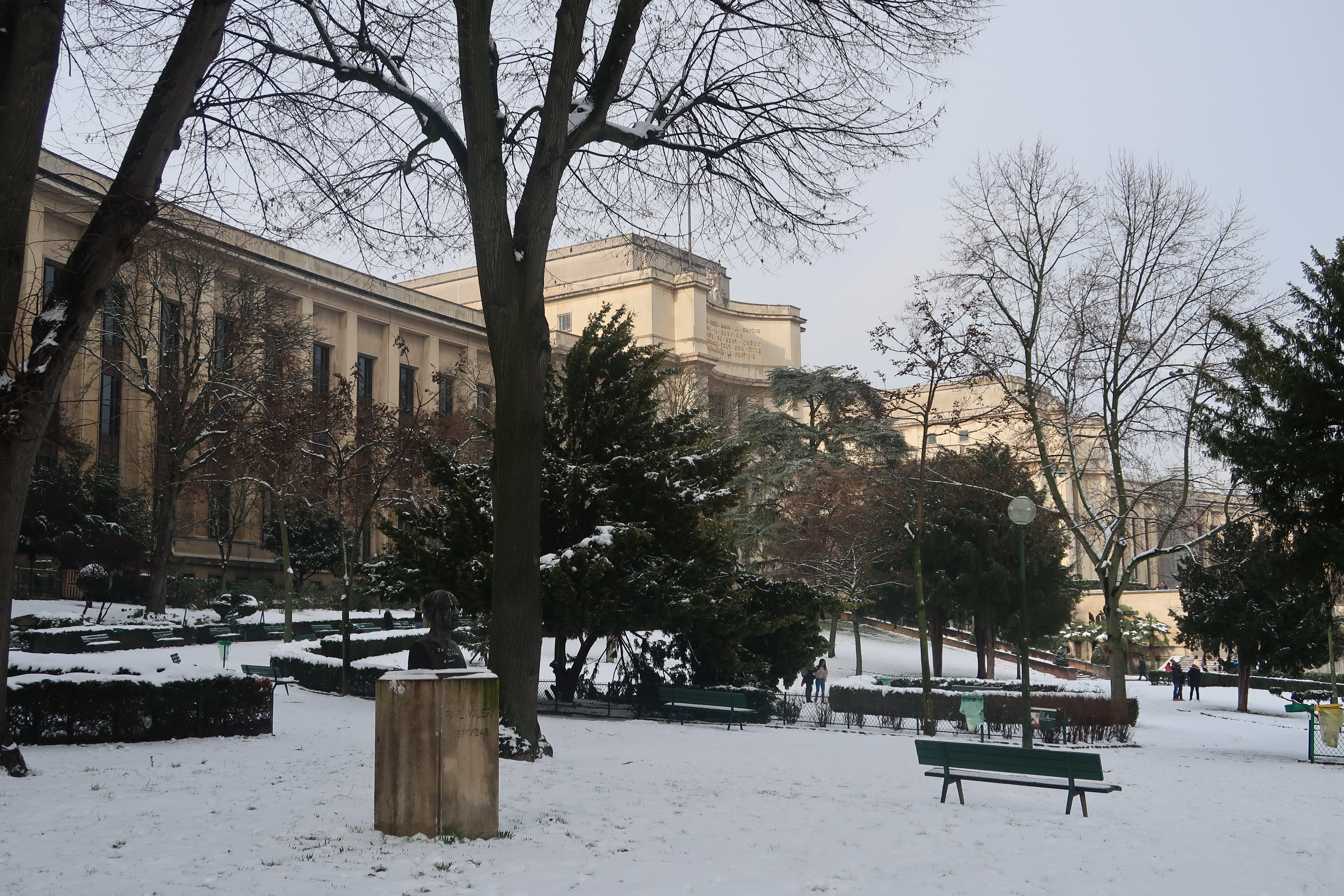
I giardini in inverno.

## Trasporti
Questo parco è servito dalla  Metropolitana di Parigi con le linee  e  attraverso la stazione del Trocadéro.